# Grand Prix-wegrace van Finland 1965
De Grand Prix-wegrace van Finland 1965 was de elfde Grand Prix van het wereldkampioenschap wegrace voor motorfietsen in het seizoen 1965. De races werden verreden op 22 augustus op het Circuit van Imatra, een stratencircuit in het oosten van de stad Imatra. De 50cc- en zijspanklasse kwamen niet aan de start. De wereldtitels in de 500cc- en 250cc-klasse waren al beslist.

## Algemeen
De Finse Grand Prix moest het doen zonder de belangrijkste coureurs: Mike Hailwood (wereldkampioen 500 cc), Phil Read (wereldkampioen 250 cc) en Jim Redman (leider in het 350cc-WK). Hailwood werd door MV Agusta niet naar Finland gestuurd omdat hij al wereldkampioen was. Datzelfde gold voor Phil Read bij Yamaha: hij was waarschijnlijk samen met Bill Ivy de 250cc-Yamaha RD 05 en de 125cc-Yamaha RA 97 aan het testen en Jim Redman zat met een gebroken sleutelbeen thuis in Rhodesië. Dat laatste was voor MV Agusta weer reden om Giacomo Agostini juist wél naar Finland te sturen. Dat was aanvankelijk niet de bedoeling, maar door de blessure van Redman gloorden er weer kansen in de 350cc-klasse.

## 500cc-klasse
MV Agusta wilde eigenlijk niet naar Finland reizen, maar toen Jim Redman in Ulster zijn sleutelbeen had gebroken besloot men Giacomo Agostini toch te sturen om kans te houden op de 350cc-titel. Uiteraard startte hij ook in de 500cc-klasse, die hij won. Paddy Driver deed weer goede zaken door tweede te worden voor Fred Stevens. Driver was nu zeker van zijn derde plaats in het wereldkampioenschap en was daarmee de beste privérijder.
| Pos | Coureur            | Merk      | Tijd      | Pnt |
| --- | ------------------ | --------- | --------- | --- |
| 1   | Giacomo Agostini   | MV Agusta | 1:05"49'1 | 8   |
| 2   | Paddy Driver       | Matchless | +2"16'7   | 6   |
| 3   | Fred Stevens       | Matchless | +2"23'1   | 4   |
| 4   | Jouko Ryhänen      | Matchless | +1 ronde  | 3   |
| 5   | Jack Findlay       | Matchless | +1 ronde  | 2   |
| 6   | Lewis Young        | Matchless | +1 ronde  | 1   |
| 7   | Eric Hinton        | Norton    |           |     |
| 8   | František St'astný | Jawa      |           |     |
| 9   | Roy Robinson       | Norton    |           |     |
| 10  | Hannu Kuparinen    | Matchless |           |     |
| 11  | Pentti Lehtelä     | Norton    |           |     |
| 12  | Philippe Canoui    | Matchless |           |     |
| 13  | Derek Lee          | Matchless |           |     |

| Coureur          | Merk      | Oorzaak |
| ---------------- | --------- | ------- |
| Gyula Marsovszky | Matchless |         |
| Gustav Havel     | Jawa      |         |
| John Somers      | Norton    |         |
| Agne Carlsson    | Matchless |         |
| Bosse Brolin     | Matchless |         |
| Bosse Granath    | Matchless |         |
| Ian Burne        | Norton    |         |

| Coureur            | Merk       | Oorzaak    |
| ------------------ | ---------- | ---------- |
| Eduard Lenz        | Norton     |            |
| Jack Ahearn        | Norton     |            |
| David Lloyd        | Norton     | [ 1 ]      |
| Kenneth King       | Norton     | [ 1 ]      |
| Mike Duff          | Matchless  | [ 2 ]      |
| Roger Beaumont     | Norton     | [ 1 ]      |
| Walter Scheimann   | Norton     | [ 3 ]      |
| Billie Nelson      | Norton     |            |
| Billy McCosh       | Matchless  |            |
| Chris Conn         | Norton     |            |
| Dan Shorey         | Norton     |            |
| Derek Minter       | Norton     |            |
| Dick Creith        | Norton     | [ 4 ]      |
| Joe Dunphy         | Norton     |            |
| John Cooper        | Norton     |            |
| Mike Hailwood      | MV Agusta  | Teambeleid |
| Rob Fitton         | Norton     |            |
| Selwyn Griffiths   | Matchless  | [ 5 ]      |
| Giuseppe Mandolini | Moto Guzzi | [ 6 ]      |
| Buddy Parriott     | Norton     | [ 1 ]      |
| Ed LaBelle         | Norton     | [ 1 ]      |

### Top tien tussenstand 500cc-klasse
| Pos | Coureur          | Merk               | Pnt     |                |
| --- | ---------------- | ------------------ | ------- | -------------- |
| 1   | Mike Hailwood    | MV Agusta          | 48 (56) | wereldkampioen |
| 2   | Giacomo Agostini | MV Agusta          | 38      |                |
| 3   | Paddy Driver     | Matchless          | 26      |                |
| 4   | Fred Stevens     | Matchless          | 12      |                |
| 5   | Jack Ahearn      | Norton             | 9       |                |
| 6   | Dick Creith      | Norton             | 8       |                |
| 6   | Jack Findlay     | McIntyre-Matchless | 8       |                |
| 8   | Buddy Parriott   | Norton             | 6       |                |
| 8   | Joe Dunphy       | Norton             | 6       |                |
| 10  | Roger Beaumont   | Norton             | 4       |                |
| 10  | Walter Scheimann | Norton             | 4       |                |
| 10  | Mike Duff        | Matchless          | 4       |                |
| 10  | Derek Minter     | Norton             | 4       |                |
| 10  | Ian Burne        | Norton             | 4       |                |
| 10  | Chris Conn       | Norton             | 4       |                |

Punten tussen haakjes zijn inclusief streepresultaten.

## 350cc-klasse
Giacomo Agostini profiteerde voluit van de extra trainingsronden die hij had gemaakt door ook in de 500cc-klasse in te schrijven. Nu zijn MV Agusta 350 3C eindelijk weer eens heel bleef won hij de race met 2½ minuut voorsprong op Bruce Beale, die met een Honda RC 172 uit 1964 aantrad. František Boček werd met een ronde achterstand derde. Agostini had nu weer kans op de wereldtitel, mits het herstel van de sleutelbeenbreuk van Jim Redman lang genoeg zou duren.
| Pos | Coureur          | Merk      | Tijd      | Pnt |
| --- | ---------------- | --------- | --------- | --- |
| 1   | Giacomo Agostini | MV Agusta | 1:01"19'1 | 8   |
| 2   | Bruce Beale      | Honda     | +2"30'5   | 6   |
| 3   | František Boček  | Jawa      | +1 ronde  | 4   |
| 4   | Agne Carlsson    | AJS       |           | 3   |
| 5   | Lewis Young      | AJS       |           | 2   |
| 6   | Eric Hinton      | Norton    |           | 1   |

| Coureur       | Merk      | Oorzaak    |
| ------------- | --------- | ---------- |
| Mike Hailwood | MV Agusta | Teambeleid |
| Phil Read     | Yamaha    |            |
| Jim Redman    | Honda     | Blessure   |

| Coureur             | Merk      |
| ------------------- | --------- |
| František Šťastný   | Jawa      |
| Gustav Havel        | Jawa      |
| Bill Smith          | AJS       |
| Chris Conn          | Norton    |
| Dan Shorey          | Norton    |
| Derek Woodman       | AJS / MZ  |
| Griff Jenkins       | Norton    |
| John Cooper         | Norton    |
| Gilberto Milani     | Aermacchi |
| Renzo Pasolini      | Aermacchi |
| Silvio Grassetti    | Bianchi   |
| Tarquinio Provini   | Benelli   |
| Isamu Kasuya        | Honda     |
| Isao Yamashita      | Honda     |
| Endel Kiisa         | Vostok    |
| Nikolaj Sevast'ânov | Vostok    |
| Paddy Driver        | AJS       |

### Top tien tussenstand 350cc-klasse
| Pos | Coureur           | Merk      | Pnt |
| --- | ----------------- | --------- | --- |
| 1   | Jim Redman        | Honda     | 32  |
| 2   | Giacomo Agostini  | MV Agusta | 24  |
| 3   | Bruce Beale       | Honda     | 15  |
| 4   | Mike Hailwood     | MV Agusta | 12  |
| 4   | Derek Woodman     | AJS / MZ  | 12  |
| 4   | Gustav Havel      | Jawa      | 12  |
| 7   | František Šťastný | Jawa      | 11  |
| 8   | Renzo Pasolini    | Aermacchi | 8   |
| 9   | Phil Read         | Yamaha    | 6   |
| 9   | Gilberto Milani   | Aermacchi | 6   |
| 9   | František Boček   | Jawa      | 6   |

## 250cc-klasse
Phil Read reed niet in Finland, maar zijn teamgenoot Mike Duff nam de honneurs waar en won die race. Heinz Rosner werd met de MZ tweede en Ralph Bryans werd als vervanger van de geblesseerde Jim Redman met de Honda 3RC 164 derde.
| Pos | Coureur          | Merk      | Tijd      | Pnt |
| --- | ---------------- | --------- | --------- | --- |
| 1   | Mike Duff        | Yamaha    | 1:02"22'1 | 8   |
| 2   | Heinz Rosner     | MZ        | +1"05'4   | 6   |
| 3   | Ralph Bryans     | Honda     | +2"32'7   | 4   |
| 4   | Bruce Beale      | Honda     | +1 ronde  | 3   |
| 5   | Giuseppe Visenzi | Aermacchi |           | 2   |
| 6   | Bob Coulter      | Bultaco   | +2 ronden | 1   |

| Coureur          | Merk    | Oorzaak   |
| ---------------- | ------- | --------- |
| Ramón Torras (†) | Bultaco | Overleden |
| Mike Hailwood    | Honda   | [ 9 ]     |
| Phil Read        | Yamaha  |           |
| Jim Redman       | Honda   | Blessure  |
| John Buckner     | Yamaha  | [ 1 ]     |

| Coureur             | Merk      |
| ------------------- | --------- |
| Barry Smith         | Bultaco   |
| Kevin Cass          | Cotton    |
| Frank Perris        | Suzuki    |
| František Šťastný   | Jawa      |
| Günter Beer         | Honda     |
| José Maria Busquets | Montesa   |
| Alain Barbaroux     | Aermacchi |
| Jean-Claude Guénard | Bultaco   |
| Bill Ivy            | Yamaha    |
| David Williams      | Mondial   |
| Derek Woodman       | MZ        |
| Rex Avery           | Bultaco   |
| Alberto Pagani      | Aermacchi |
| Gilberto Milani     | Aermacchi |
| Remo Venturi        | Benelli   |
| Silvio Grassetti    | Morini    |
| Tarquinio Provini   | Benelli   |
| Gosuke Yamashita    | Honda     |
| Hiroshi Hasegawa    | Yamaha    |
| Isamu Kasuya        | Honda     |
| Yoshimi Katayama    | Suzuki    |
| Ginger Molloy       | Bultaco   |

### Top tien tussenstand 250cc-klasse
| Pos | Coureur           | Merk    | Pnt     |                |
| --- | ----------------- | ------- | ------- | -------------- |
| 1   | Phil Read         | Yamaha  | 56 (68) | wereldkampioen |
| 2   | Mike Duff         | Yamaha  | 42 (50) |                |
| 3   | Jim Redman        | Honda   | 34      |                |
| 4   | Derek Woodman     | MZ      | 15      |                |
| 5   | Bruce Beale       | Honda   | 14      |                |
| 6   | Heinz Rosner      | MZ      | 12      |                |
| 7   | Ramón Torras (†)  | Bultaco | 10      |                |
| 8   | Frank Perris      | Suzuki  | 9       |                |
| 9   | Yoshimi Katayama  | Suzuki  | 6       |                |
| 9   | František Šťastný | Jawa    | 6       |                |
| 9   | Ralph Bryans      | Honda   | 6       |                |

Punten tussen haakjes zijn inclusief streepresultaten.

## 125cc-klasse
De 125cc-race ging tussen Hugh Anderson en teamgenoot Frank Perris. Perris had nog kans op de wereldtitel en schonk Anderson de overwinning niet. Anderson wist hem met 0,4 seconde verschil te verslaan. Jochen Leitert werd met de MZ RE 125 derde op bijna drie minuten achterstand, maar nog voor Ralph Bryans, die met de Honda 4RC 146 nog steeds tekort kwam.
| Pos | Coureur          | Merk   | Tijd    | Pnt |
| --- | ---------------- | ------ | ------- | --- |
| 1   | Hugh Anderson    | Suzuki | 58"54'8 | 8   |
| 2   | Frank Perris     | Suzuki | +0'4    | 6   |
| 3   | Jochen Leitert   | MZ     | +2"52'3 | 4   |
| 4   | Ralph Bryans     | Honda  |         | 3   |
| 5   | Roland Rentzsch  | MZ     |         | 2   |
| 6   | Giuseppe Visenzi | Honda  |         | 1   |

| Coureur             | Merk    | Oorzaak    |
| ------------------- | ------- | ---------- |
| Mike Duff           | Yamaha  | Teambeleid |
| Ramón Torras (†)    | Bultaco | Overleden  |
| Bill Ivy            | Yamaha  | Teambeleid |
| Phil Read           | Yamaha  | Teambeleid |
| Hironori Matsushima | Yamaha  | Teambeleid |
| Bo Gehring          | Bultaco | [ 1 ]      |
| Jeff Tate           | Honda   | [ 1 ]      |
| Rick Schell         | Honda   | [ 1 ]      |

| Coureur              | Merk        |
| -------------------- | ----------- |
| Arthur Fegbli        | Honda       |
| Luigi Taveri         | Honda       |
| František Boček      | ČZ          |
| Dieter Krumpholz     | MZ          |
| Heinz Rosner         | MZ          |
| Jürgen Lenk          | MZ          |
| Klaus Enderlein      | MZ          |
| Ernst Degner         | Suzuki      |
| Hans Georg Anscheidt | MZ-Kreidler |
| Walter Scheimann     | Honda       |
| Derek Woodman        | MZ          |
| Tommy Robb           | Bultaco     |
| Bruno Spaggiari      | Ducati      |
| Yasuharu Yuzawa      | Honda       |
| Yoshimi Katayama     | Suzuki      |
| Ginger Molloy        | Bultaco     |
| Bruce Beale          | Honda       |

### Top tien tussenstand 125cc-klasse
| Pos | Coureur         | Merk   | Pnt |
| --- | --------------- | ------ | --- |
| 1   | Hugh Anderson   | Suzuki | 46  |
| 2   | Frank Perris    | Suzuki | 42  |
| 3   | Derek Woodman   | MZ     | 26  |
| 4   | Ernst Degner    | Suzuki | 23  |
| 5   | Mike Duff       | Yamaha | 12  |
| 6   | Jochen Leitert  | MZ     | 10  |
| 7   | Phil Read       | Yamaha | 8   |
| 7   | Luigi Taveri    | Honda  | 8   |
| 7   | Klaus Enderlein | MZ     | 8   |
| 10  | Ralph Bryans    | Honda  | 7   |

1932 · 1948 · 1949 · 1950 · 1951 · 1952 · 1953 · 1954 · 1955 · 1956 · 1957 · 1958 · 1959 · 1960 · 1961 · 1962 · 1963 · 1964 · 1965 · 1966 · 1967 · 1968 · 1969 · 1970 · 1971 · 1972 · 1973 · 1974 · 1975 · 1976 · 1977 · 1978 · 1979 · 1980 · 1981 · 1982